# Microsoft Video 1
Microsoft Video 1 o MS-CRAM, es uno de los primeros algoritmos (códec) con pérdida de compresión y descompresión de vídeo que fue lanzado con la versión 1.0 de Microsoft Video for Windows en noviembre de 1992. Se basa en MotiVE, un códec de vector de cuantización de Microsoft con licenciado por Media Vision. En 1993, Media Vision comercializa el Pro Movie Spectrum, una tarjeta ISA que captura vídeo en bruto y formatos MSV1 (el procesamiento de MSV1 se realiza en el hardware de la placa).

## Algoritmo de compresión
Microsoft Video 1 opera en un espacio de color paletizado en 8 bits o en un espacio de color RBG de 15 bits. Cada fotograma se divide en 4×4 bloques de píxel. Cada uno de los bloques de 4×4 píxeles puede ser codificada en uno de tres modos: saltar, de 2 colores o de 8 colores. En el modo de salto, el contenido del cuadro anterior se copia en el fotograma actual en una moda de repisición condicional. En el modo de 2 colores, dos colores por 4×4 bloque de transmisión, y 1 bit por píxel se utiliza para seleccionar entre los dos colores. En el modo de 8 colores, el mismo esquema se aplica con 2 colores por cada 2×2 bloque. Esto puede ser interpretado como una paleta de bloques por 2x2, que es adaptado localmente en un bloque 4×4 de base, o en un bloque 2×2 de base. Interpretado como cuantización vectorial, vectores con componentes de rojo, verde y azul son cuantificadas usando un libro de códigos adaptativo con dos entradas.

## Uso en el Codificador de NetShow
El códec estaba disponible en Microsoft NetShow Encoder,, que más tarde fue renombrado como Windows Media Encoder, y disponible a través del SDK. El codificador de NetShow permite que el usuario seleccione una opción de dos pases, donde en la primera pasada el video fue analizado para crear una paleta de colores, y en el segundo paso se convierte en un espacio de color paletizado y codificado. Antes de la codificación, el vídeo podría ser escalado. Versiones posteriores de Windows Media Encoder abandonaron el soporte para Microsoft Video 1 y sólo se admite Windows Media Video.